# Juan Rocasolano
Juan Rocasolano Camacho (Madrid, 27 de marzo de 1913 - Ibídem, 1953) fue un futbolista español que jugaba en la demarcación de delantero interior. Su hermano, Blas Rocasolano Camacho, también fue futbolista.

## Biografía
Tras jugar en el Cultural y Deportiva Leonesa en la temporada 1931/1932, Rocasolano fichó por el Real Betis Balompié, debutando en la Primera División de España. Posteriormente jugó en el Club Hispano de Castrillón, FC Melilla, Mirandilla FC, CD Nacional de Madrid, EC Granollers y Cartagena FC antes de fichar por el Real Murcia CF, con el que ganó la Segunda División de España en la temporada 1939/1940. Al finalizar dicha temporada se fue traspasado al FC Barcelona, debutando en un partido contra el Athletic Club que acabó con un resultado de 7-5, donde Rocasolano anotó un gol. Pero tras no gozar de muchos minutos se fue al CD Constancia y finalmente a la SD Ponferradina, equipo en el que se retiró en 1945. Tras años después en 1948, la Ponferradina le fichó como entrenador, relegando a Aurelio Omist, entrenador en aquel momento, al puesto de preparador físico.
Además fue el tío abuelo de Letizia Ortiz, actual Reina de España.
Falleció en 1953 en Madrid a los 40 años de edad.

## Clubes

### Como futbolista
| Club                         | País   | Año       | Partidos | Goles |
| ---------------------------- | ------ | --------- | -------- | ----- |
| Cultural y Deportiva Leonesa | España | 1931-1932 |          |       |
| Real Betis Balompié          | España | 1932-1933 | 11       | 5     |
| Club Hispano de Castrillón   | España | 1933-1934 |          |       |
| FC Melilla                   | España | 1934-1935 |          |       |
| Mirandilla FC                | España | 1935-1936 |          |       |
| CD Nacional de Madrid        | España | 1936      |          |       |
| EC Granollers                | España | 1936-1937 |          |       |
| Cartagena FC                 | España | 1939-1940 |          |       |
| Real Murcia CF               | España | 1940      |          |       |
| FC Barcelona                 | España | 1940-1941 | 7        | 1     |
| CD Constancia                | España | 1941-1942 | 20       | 4     |
| SD Ponferradina              | España | 1942-1945 |          |       |

### Como entrenador
| Club            | País   | Año  |
| --------------- | ------ | ---- |
| SD Ponferradina | España | 1948 |

## Palmarés

### Campeonatos nacionales
| Título                     | Club           | País   | Año  |
| -------------------------- | -------------- | ------ | ---- |
| Segunda División de España | Real Murcia CF | España | 1940 |